# Medelcellvolym
Medelcellvolym eller MCV är ett blodprov som mäter den genomsnittliga storleken på de röda blodkropparna i blodet. Analysen är användbar för att karakterisera anemier. 